# Agave rhodacantha
Agave rhodacantha är en sparrisväxtart som beskrevs av William Trelease. Agave rhodacantha ingår i släktet Agave och familjen sparrisväxter. Inga underarter finns listade i Catalogue of Life.